# Timidez

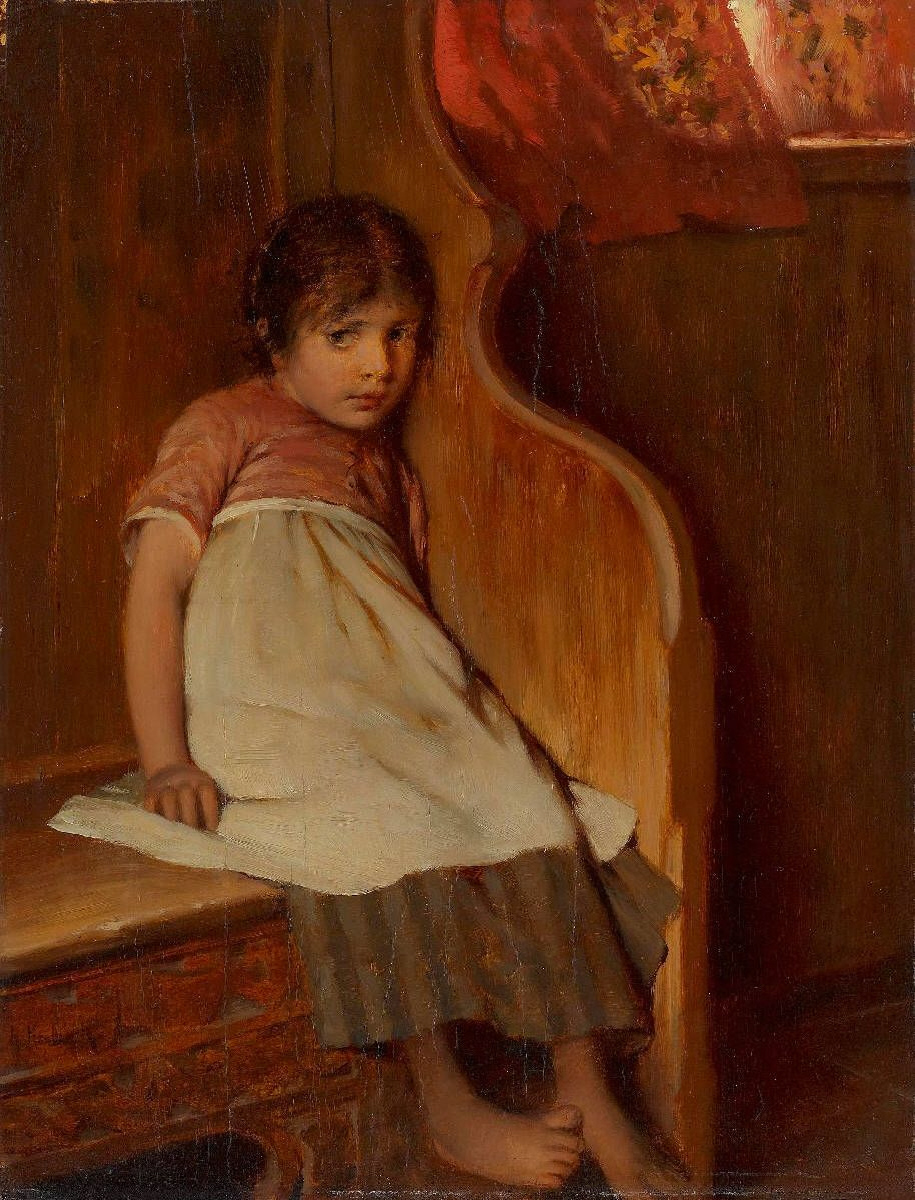
O tímido (Die Schüchterne), de Hermann Kaulbach [ca. 1909

A timidez ou o acanhamento pode ser definida como o desconforto e a inibição em situações de interação pessoal que interferem na realização dos objetivos pessoais e profissionais de quem a sofre. Caracteriza-se pela obsessiva preocupação com as atitudes, reações e pensamentos dos outros. A timidez aflora geralmente, mas não exclusivamente, em situações de confronto com a autoridade, interação com algumas pessoas, contato com estranhos, falar diante de grupos e até mesmo em ambiente familiar.
Também conhecida como a inibição do discernimento social.
Pode comprometer de forma significativa a realização pessoal e constitui-se em fator de empobrecimento da qualidade de vida. A timidez, por si mesma, não é considerada um transtorno mental.
Todos os seres humanos são afetados pela timidez em grau moderado, pois esta funciona como uma espécie de regulador social, inibidor de excessos comportamentais condenados pela sociedade.

## Timidez na concepção logosófica
A Logosofia, ciência criada por Carlos Bernardo González Pecotche, apresenta a timidez como uma das deficiências psicológicas do ser humano. Afirma que deficiências psicológicas são pensamentos negativos que exercem forte pressão sobre a vontade do indivíduo, induzindo-o a satisfazer seu apetite psíquico.